# Dasyblatta maldonadoi
Dasyblatta maldonadoi är en kackerlacksart som beskrevs av Rocha e Silva 1964. Dasyblatta maldonadoi ingår i släktet Dasyblatta och familjen småkackerlackor.
Artens utbredningsområde är Venezuela. Inga underarter finns listade i Catalogue of Life.